# Sportpark Panhuis (Veenendaal)
Sportpark Panhuis is een sportcomplex in de Nederlandse stad Veenendaal. Het is de thuishaven van voetbalclubs GVVV en DOVO.

## Geschiedenis
Het sportpark wordt gedeeld door twee voetbalclubs en een schietvereniging. Deze clubs zijn GVVV en DOVO. GVVV speelt momenteel in de Tweede divisie. DOVO speelt haar wedstrijden in de Derde divisie op zaterdag.

## Rivaliteit
Aan de noordzijde speelt de voetbalclub GVVV en aan de zuidkant speelt DOVO. GVVV bezit drie kunstgrasvelden en een natuurgras veld. DOVO bezit zes velden waarvan er vier kunstgras velden zijn. Als sinds de verhuizing van GVVV in 1974 naar sportpark Panhuis is er een rivaliteit tussen deze twee ploegen. Het zijn de twee grootste/ hoogst spelende ploegen uit Veenendaal. Maar sinds het seizoen 2010/2011 spelen beide ploegen in verschillende competities en is de sfeer wat rustiger geworden.